# Nevil Maskelyne
Nevil Maskelyne (n. 6 octombrie 1732, Londra, Regatul Marii Britanii – d. 9 februarie 1811, Kent, Anglia, Regatul Unit al Marii Britanii și Irlandei) a fost al cincilea astronom regal britanic, deținând acestă funcție din 1765 până în 1811. El a fost primul care a măsurat științific masa planetei Pământ.
În 1767 publică Almanahul nautic britanic și efemeridele astronomice corespunzătoare meridianului Observatorului Regal din Greenwich (sau Almanahul nautic⁠(d)), care avea să devină o publicație anuală și care conținea efemeride, lucrare utilă navigației astronomice⁠(d).

## Onoruri
- 1775 - a primit Medalia Copley a Societății Regale
- 1776 - a fost ales membru al Academiei de Științe din Sankt Petersburg.[17]
- 1778 - a fost ales membru onorific al Academiei Americane de Arte și Științe.[18]
- craterul lunar Maskelyne în Marea Liniștii îi poartă numele.
- William Wales a numit Insulele Maskelyne din sudul Malekule (Vanuatu) în onoarea sa, în timpul celei de-a doua călătorii a lui James Cook pe HMS Resolution.[19]

## Legături externe
- Catalog online al documentelor de lucru ale lui Maskelyne (parte a Arhivelor Observatorului Royal Greenwich, păstrate la Biblioteca Universității Cambridge)
- Eseu despre Nevil Maskelyne, Biblioteca digitală Cambridge Arhivat în 3 martie 2016, la Wayback Machine.